# Скат Шлегеля
Скат Шлегеля (Rhinobatos schlegelii) — скат з роду Гітарний скат родини Гітарні скати.

## Опис
Загальна довжина цього скату сягає 87 см, іноді 1 м. Голова невелика, проте міцна. Грудні плавці менші ніж у інших представників роду гітарних скатів. Зяброві отвори розташовані на черевній стороні. Морда нагадує трикутник. Тулуб та хвіст потужний. Тулуб сплощений. Хвіст довгий. Є великий плавець на спині, який розташовано на значній відстані від черевного, що є одних з відмінностей цього виду. Забарвлення коричневе з маленькими оливковими цяточками.

## Спосіб життя
Полюбляє невеликі глибини від 5 до 230 м. Часто заривається до піщаного ґрунту, де чатує на здобич або ховається від ворога. Живиться ракоподібними та дрібною рибою.
Це яйцеживородний скат. Самиця народжує від 6 до 10 дитинчат.
Має промислове значення у країнах Далекого Сходу, де вважається делікатесом (використовується в сашімі), особливо використовуються плавці для приготування юшки.

## Розповсюдження
Мешкає від Корейського півострова та південної Японії, Китаю, Тайваню до Австралії — у Тихому океані. В Індійському океані — від Індонезії, Таїланду та Малайзії до Індії, іноді зустрічається біля узбережжя південної Африки.